# 넘버링 (기업)
넘버링(NUMBERING)은 대한민국의 컨템포러리 주얼리 브랜드로, 2015년 김누리가 설립한 브랜드이다. 브랜드명은 각 제품에 고유한 숫자를 부여하는 방식에서 유래하였다.

## 역사
넘버링은 2015년 김누리 대표가 제작한 반지가 패션 매거진 화보에 소개되며 알려지기 시작하였다. 브랜드는 이후 공식적으로 출시되었으며, 2019년 플라톤벤처스로부터 투자를 유치하였다.

## 제품 및 디자인
넘버링은 주로 실버, 브라스, 시뮬런트 다이아몬드(N-dia)를 소재로 한 주얼리를 제작한다. 대표 컬렉션으로는 '캐럿 넘버링(CARAT NUMBERING)'이 있다. 또한, 카드지갑, 미니백 등의 가죽 제품도 출시하였다.

## 매장 및 유통
넘버링은 더현대 서울, 신세계백화점 강남점 및 부산 신세계백화점 센텀시티점 등에서 매장을 운영한다. 해외에서는 에쎈스(SSENSE), 파페치(Farfetch), 키스(KITH), 모니에르 프레르(MONNIER FRERES), 레인 크로포드(LANE CRAWFORD) 등을 통해 제품을 판매하고 있다.

## 대중적 인지도
넘버링은 지드래곤, 블랙핑크, 방탄소년단, 이효리 등 유명 연예인이 착용하면서 알려졌다. 블랙핑크가 착용한 '캐럿 넘버링 #3418' 제품은 출시 후 품절되었다.